# Črmlja
Črmlja este o localitate din comuna Trnovska vas, Slovenia, cu o populație de 88 de locuitori.